# Глосолалия
Глосолалия (на гръцки: γλωσσολαλιά) (идва от гръцки, където γλῶσσα – глоса, означава език като анатомичен орган или език като лингвистична единица и λαλεῖν – лалейн, означава „да говоря“) е изкуствено, само на пръв поглед създаване на нов език. Наблюдава се обикновено у душевноболни хора. Те са убедени, че говорят на този нов език, който разбират напълно, макар той да се състои в повечето случаи от променени думи от вече съществуващи познати на човека езици. „Езикът“ лесно може да бъде научен, тъй като синтаксисът му е елементарен, а значението на думите е фиксирано. Това отклонение е само повърхностно за разлика от шизофазията, където се наблюдават много по-дълбоки и по-сериозни езикови нарушения.